# Koubia Sud
Koubia Sud ist ein Stadtviertel (französisch: quartier) im Arrondissement Niamey I der Stadt Niamey in Niger.

## Geographie
Das Stadtviertel Koubia Sud befindet sich im Nordwesten des urbanen Gebiets von Niamey. Gemeinsam mit dem nördlichen angrenzenden Stadtviertel Koubia Nord bildet es den Stadtteil Koubia. Südlich von Koubia Sud erstrecken sich die Stadtviertel Losso Goungou, Goudel und Koira Kano. Koubia Sud liegt wie der gesamte Norden von Niamey in einem Tafelland mit einer weniger als 2,5 Meter tiefen Sandschicht, wodurch nur eine begrenzte Einsickerung möglich ist.

## Geschichte
Der Stadtteil Koubia entstand Ende des 20. Jahrhunderts, seine administrative Trennung in Koubia Nord und Koubia Sud erfolgte zu Beginn des 21. Jahrhunderts.

## Bevölkerung
Bei der Volkszählung 2012 hatte Koubia Sud 7022 Einwohner, die in 1194 Haushalten lebten.